# Лабервајнтинг
Лабервајнтинг (њем. Laberweinting) општина је у њемачкој савезној држави Баварска. Једно је од 37 општинских средишта округа Штраубинг-Боген. Према процјени из 2010. у општини је живјело 3.441 становника. Посједује регионалну шифру (AGS) 9278144.

## Географски и демографски подаци
Лабервајнтинг се налази у савезној држави Баварска у округу Штраубинг-Боген. Општина се налази на надморској висини од 369 метара. Површина општине износи 76,3 km². У самом мјесту је, према процјени из 2010. године, живјело 3.441 становника. Просјечна густина становништва износи 45 становника/km².